# Змагари
«Змагари» (від біл. змагацца — боротися, битися :76 ; біл. змагар — борець, поборник, ревнитель :36) — політичний ярлик, що означає опозиційно налаштованих до влади громадян Білорусі :276.
На тлі протестів у Білорусі, з подачі Олександра Лукашенка, який у жовтні 2020 року почав вживати термін «змагари», термін набув широкого поширення на білоруському державному телебаченні щодо учасників протестів.

## Політичні оцінки
Директор аналітичного центру EAST у Варшаві Андрій Єлісєєв пише, що з початком протестів у Білорусі 2020—2021 років «змагари» під час роботи білоруської державної пропаганди прискорено перетворилися на білоруський аналог «бандерівців» з «антиукраїнської пропагандистської історії».

## Лінгвістичний аналіз
Білоруський лінгвіст Б. Ю. Норман пише, що слово «змагар», що у прямому значенні позначає — «борець», в даний час актуалізувалося в значенні «опозиціонер, який стихійно і огульно не приймає все, що пов'язано з владою» :276.
Кандидат філологічних наук А. Л. Стрижак пише, що значення лексеми «змагар» трансформувалося у свідомості носіїв мови «внаслідок низки дій представників білоруської опозиції, яка активно критикує сучасну соціально-політичну обстановку» в Білорусі :36.